# دره عباس‌آباد
دره عباس‌آباد یا دره تبنابر دره‌ای در کوهستان الوند است. ابتدای آن در جنوب غربی شهر همدان قرار دارد و در همان جهت تا محل کتیبه‌های گنجنامه ادامه پیدا می‌کند. پس از کتیبه‌ها مسیری جنوبی پیدا کرده و تاریک‌دره خوانده می‌شود. به همین جهت این دره در ابتدا به عباس‌آباد در میانه به دره گنجنامه و در سمت بالاتر به تاریک‌دره شهرت دارد.

یکی از راه‌های باستانی که همدان را به مناطق غربی کشور متصل می‌نموده، در داخل این دره قرار داشته که گویا راه میان‌بُر نامیده می‌شده‌است. این راه از مدخل دره شروع می‌شده پس از گذشتن از کتیبه از کنار رودی که در تاریک‌دره جاری است می‌گذشته و از نیمه‌های تاریک‌دره از دره ای فرعی که به گردنه تویسرکان منتهی می‌شده و جهتی شرقی-غربی دارد می‌گذشته و به شهرستانه و از آنجا به سایر مناطق غربی کشور می‌پیوسته‌است. وجود سنگ‌نبشته هخامنشی بر کنار این جاده و همچنین آتشکده بهرام در دره اهمیت این جادهٔ میان‌بر را نشان می‌دهد.